# Lalande-en-Son
Lalande-en-Son ist eine französische Gemeinde mit 598 Einwohnern (Stand 1. Januar 2022) im Département Oise in der Region Hauts-de-France. Siue gehört zum Arrondissement Beauvais, zur Communauté de communes du Pays de Bray und zum Kanton Beauvais-2.

## Geographie
Die Gemeinde Lalande-en-Son liegt zwischen den Landschaften Pays de Bray und Vexin, 22 Kilometer westlich von Beauvais. Umgeben wird Lalande-en-Son von den Nachbargemeinden Puiseux-en-Bray im Norden, Le Coudray-Saint-Germer im Nordosten und Osten, Sérifontaine im Südosten und Süden sowie Talmontiers im Südwesten und Westen.

## Einwohner
| Jahr                       | 1962 | 1968 | 1975 | 1982 | 1990 | 1999 | 2006 | 2014 | 2021 |
| -------------------------- | ---- | ---- | ---- | ---- | ---- | ---- | ---- | ---- | ---- |
| Einwohner                  | 150  | 143  | 243  | 280  | 567  | 629  | 679  | 681  | 602  |
| Quellen: Cassini und INSEE |      |      |      |      |      |      |      |      |      |

## Sehenswürdigkeiten
- Kirche Notre-Dame-de-l’Assomption (Mariä Himmelfahrt)

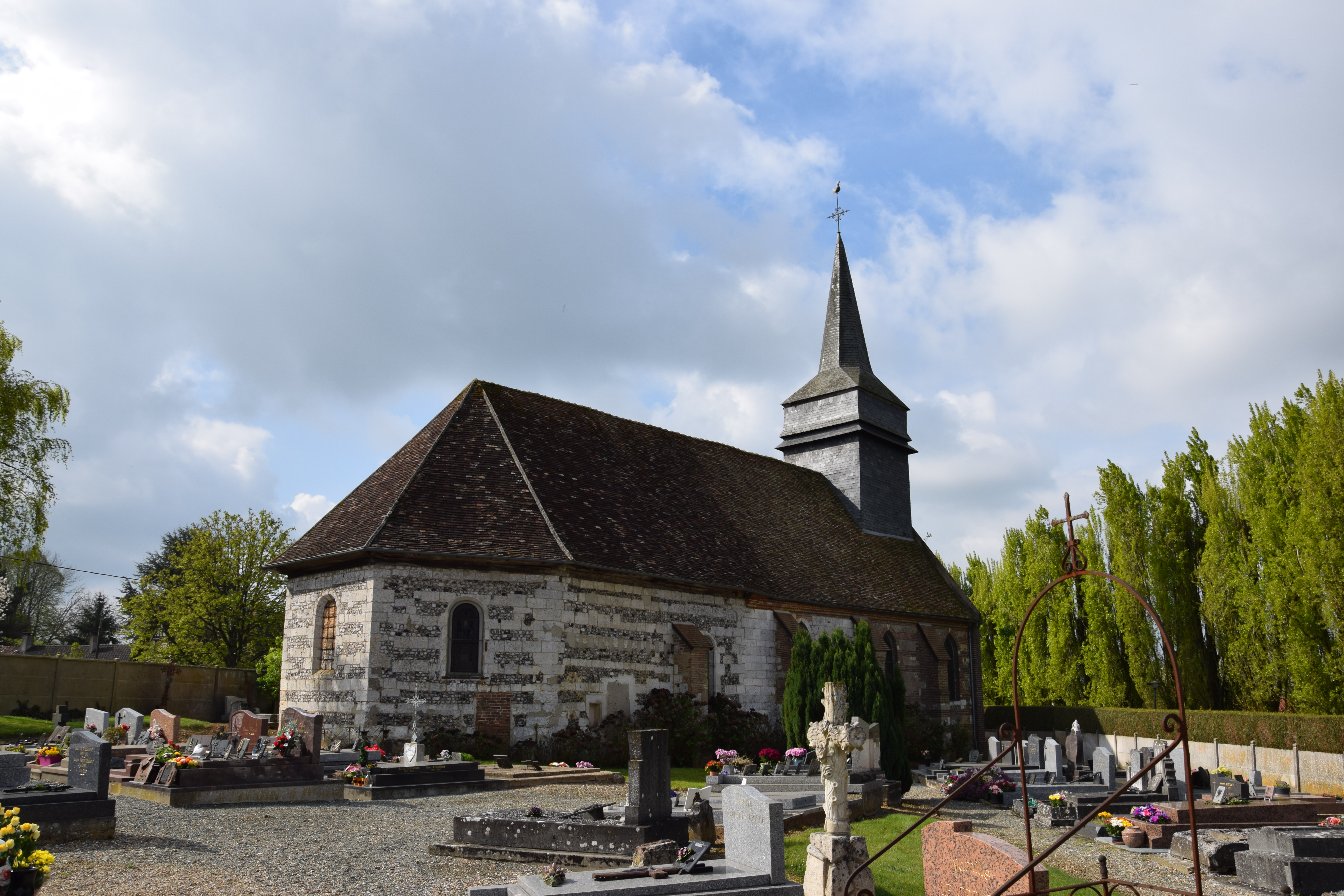
Lirche Mariä Himmelfahrt
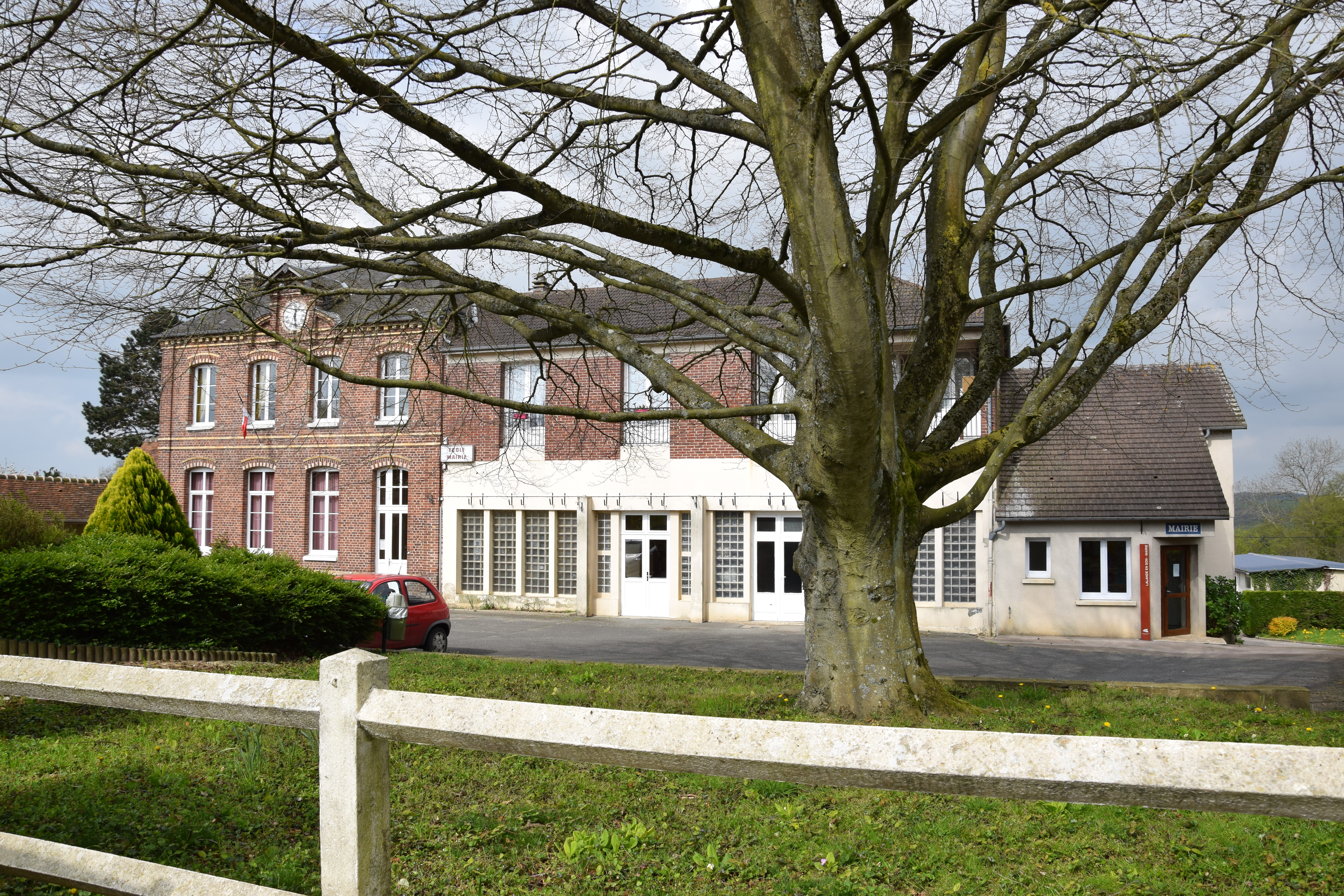
Razhaus- und Schulgebäude
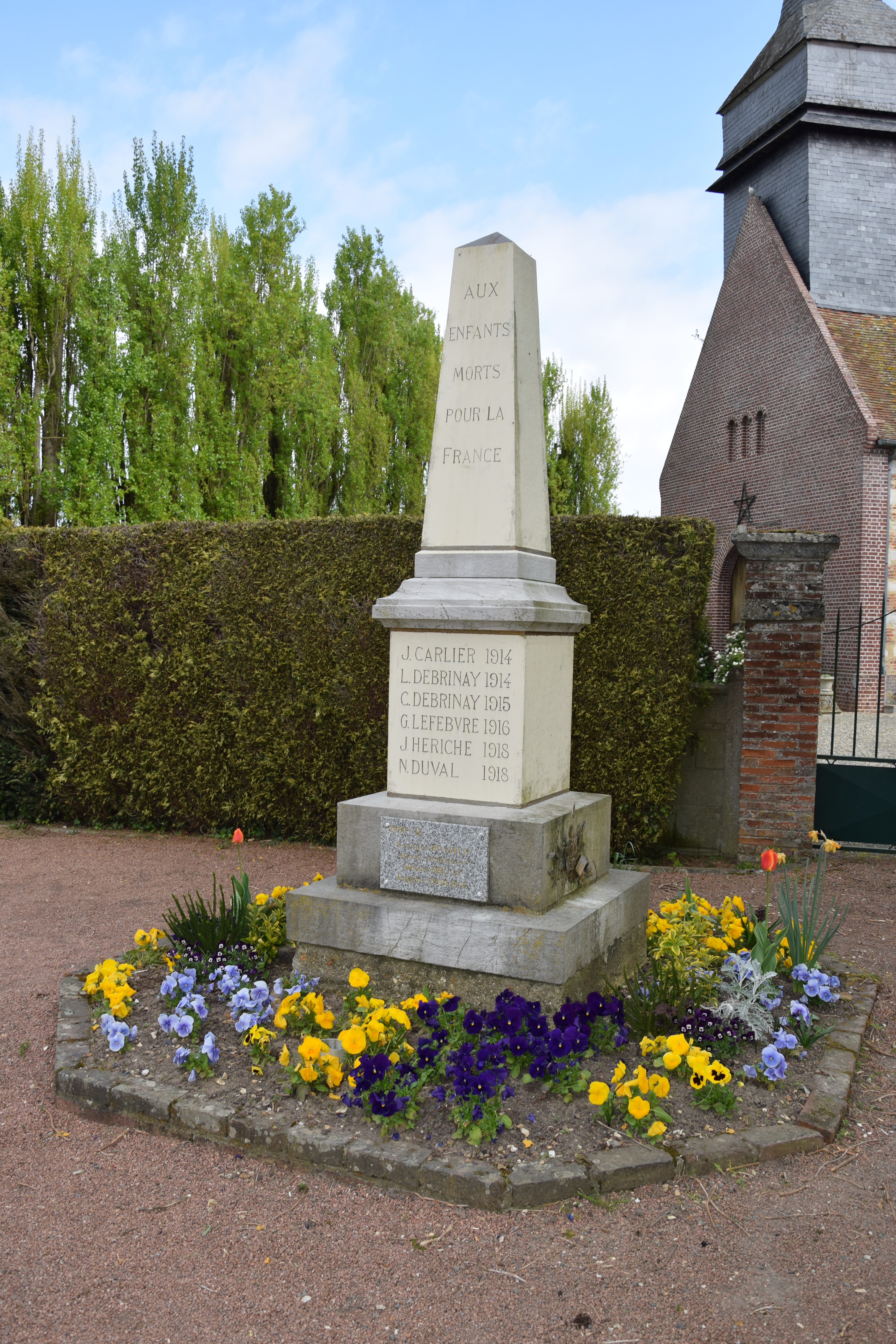
Gefallenendenkmal